# Щербаков, Александр Николаевич (химик)
Алекса́ндр Никола́евич Щербако́в (1872—1922) — русский химик.

## Биография
Родился 22 марта 1872 года[по какому календарю?]. Сын потомственного гражданина. Первоначальное образование получил во второй Казанской гимназии, по окончании курса которой с золотой медалью в 1890 году поступил на отделение естественных наук физико-математического факультета Казанского университета, где он и окончил курс в 1894 году с дипломом первой степени. По окончании курса в университете служил лаборантом на химическом заводе П. К. Ушакова в Казани.
С 1 января 1897 года на кафедре технологии и технической химии Казанского университета стал готовиться к получению профессорского звания. После сдачи магистерского экзамена и прочтения двух пробных лекций, 12 июля 1900 года он был удостоен звания приват-доцента и с осеннего полугодия 1900 года в течение двух учебных лет читал курс технического анализа для студентов IV курса — специалистов по технологии и агрономии; сначала этот курс был необязательным, но потом признанный физико-математическим факультетом обязательным для указанных специалистов. В осеннем полугодии 1902 года он преподавал вместо умершего профессора И. И. Канонникова, которое он продолжал и в весеннем полугодии 1903 года, — уже после назначении на кафедру профессора А. А. Альбицкого. С 15 января 1903 года А. Н. Щербаков был определён сверхштатным лаборантом при агрономическом кабинете. В осеннем полугодии 1903 года читал курс технического анализа и с половины этого же полугодия вёл преподавание на кафедре технологии и технологической химии.
Скончался в Казани 7 июля 1922 года.

## Труды
Об отношении крепких кислот и щелочей к индикаторам / А. Н. Щербаков Казань : Типо-лит. Ун-та, 1912